# Obrium clerulum
Obrium clerulum es una especie de escarabajo longicornio del género Obrium, categorizada en la tribu Obriini, de la subfamilia Cerambycinae. Fue descrita por Bates en 1885.

## Descripción
Mide 4,24-7 mm de longitud.

## Distribución
Se distribuye por Colombia y Panamá.